# 로이슈
로이슈는 대한민국의 인터넷 신문이다. 정치, 경제, 산업, 사회, 이슈 등을 다룬다. 창간년월일은 2005년 11월 1일이다. 2017년 10월 헤럴드경제 패밀리사이트에서 독립해 지금에 이르고 있다. 대표이사는 조기성, 김영삼이며 발행인 겸 편집인도 김영삼이다.

## 같이 보기
- 법률신문
- 법률저널